# Зоткин, Андрей Тимофеевич
Андрей Тимофеевич Зоткин (1914—1984) — передовик сельского хозяйства Украинской ССР, комбайнер Домановской МТС, Герой Социалистического Труда (1951).

## Биография
Родился в селе Царедаровка, сейчас Доманевского района Николаевской области. Украинец.
В марте 1944 года призван Домановским РВК в ряды РККА. Участник Великой Отечественной войны с марта 1944 года.
В 1950 году комбайнер Домановской МТС А.  Т.  Зоткин за 25 рабочих дней намолотил 8 тысяч центнеров зерна.

## Награды
Указом Президиума Верховного Совета СССР от 6 апреля 1951 года Зоткіну Андрею Тимофеевичу присвоено звание Героя Социалистического Труда.
Награждён орденами Ленина (06.04.1951), Отечественной войны 2-й степени (11.03.1985), Красной Звезды (12.05.1945) и медалями.